# Собор всех преподобных отцов Киево-Печерских
Собор всех Киево-Печерских преподобных отцов — праздник Русской православной церкви в честь святых, связанных с Киево-Печерской лаврой (объединяет святых из двух Соборов: преподобных отцов Киево-Печерских Ближних пещер и преподобных отцов Киево-Печерских Дальних пещер). Празднование Собору совершается во вторую неделю (воскресение) Великого поста.
Киевские святые как местночтимые были прославлены в 1643 году митрополитом Петром (Могилой). По его поручению протосинкелл Константинопольского патриархата Мелетий Сириг написал службу «преподобным отцам киево-печерским и всем святым, в Малой России просиявшим». В XVIII веке был поднят вопрос об общецерковном почитании киевских святых. Святейший Правительствующий Синод в 1762 году своим указом (это решение было подтверждено указами 1775 и 1784 годов) разрешил включать в общецерковные месяцесловы имена киевских святых и печать им службы в месячных Минеях. Однако указ Синода не был в полной мере реализован — имена киевских святых не попали в нормативные месяцесловы, печатавшиеся в Типиконе и Следованной Псалтири. Имена киевских святых попали в месяцесловы иерейского Молитвослова, Требника (преимущество отдавалось святым службы которым были опубликованы в Минее Киевской).